# Creste

Creste este o comună în departamentul Puy-de-Dôme, Franța. În 2015 avea o populație de 52 de locuitori.